# Bolognola
Bolognola är en ort och kommun i provinsen Macerata i regionen Marche i Italien. Kommunen hade 141 invånare (2018).